# Delena
Genre
Synonymes
- Eodelena Hogg, 1903

Delena est un genre d'araignées aranéomorphes de la famille des Sparassidae.

## Distribution
Les espèces de ce genre se rencontrent en Australie et en Nouvelle-Zélande.

## Liste des espèces
Selon World Spider Catalog (version 17.5, 15/01/2017) :
- Delena cancerides Walckenaer, 1837
- Delena convexa (Hirst, 1991)
- Delena craboides Walckenaer, 1837
- Delena gloriosa (Rainbow, 1917)
- Delena kosciuskoensis (Hirst, 1991)
- Delena lapidicola (Hirst, 1991)
- Delena loftiensis (Hirst, 1991)
- Delena melanochelis (Strand, 1913)
- Delena nigrifrons (Simon, 1908)
- Delena spenceri (Hogg, 1903)
- Delena tasmaniensis (Hirst, 1991)

## Publication originale
- Walckenaer, 1837 : Histoire naturelle des insectes. Aptères. Paris, vol. 1, p. 1-682 (texte intégral).